# Tessie Savelkoulsová
Tessie Savelkoulsová (* 11. března 1992 v Nijmegenu, Nizozemsko) je nizozemská zápasnice–judistka.

## Sportovní kariéra
S judem začínal v rodném Nijmegenu pod vedením Monique van der Leeové. Od roku 2014 se připravuje pod vedením britského trenéra Marka Earle v Eindhovenu. Spolupráce s britským trenérem se odráží na jejím způsobu boje, který je do velké míry zaměřený na boj na zemi a submise z něho plynoucí (páka). Osobní technikou v postoji je levé morote seoi-nage. Mezi seniorkami se pohybuje od roku 2012. V roce 2016 jí stačily body ze světového poháru na přímou kvalifikaci na olympijské hry v Riu, kde však musela oželat účast svého osobního trenéra Earla, který byl rozhádaný s Nizozemským judistickým svazem. Na trenérské židli jí tak vedl Maarten Arens, který jí takticky připravil na úvodní kolo proti Ukrajince Svitlaně Jaromkové. V zápase nepustila Ukrajinku do úchopu a zvítězila nasazeným škrcením. Ve čtvrtfinále však byla nad její síly Japonka Kanae Jamabeová, které podlehla na ippon technikou o-guruma. V opravách neuspěla a obsadila konečné 7. místo.

## Výsledky
| Olympijské hry     | —   |   |   |    | — |    |     |     | 7.  |  |  |  |  |  |  |  |  |  |  |  |  |  |  |  |  |  |  |
| Mistrovství světa  |     | — | — | —  |   | —  | —   | úč. |     |  |  |  |  |  |  |  |  |  |  |  |  |  |  |  |  |  |  |
| Evropské hry       |     |   |   |    |   |    |     | úč. |     |  |  |  |  |  |  |  |  |  |  |  |  |  |  |  |  |  |  |
| Mistrovství Evropy | —   | — | — | —  | — | —  | úč. | úč. | úč. |  |  |  |  |  |  |  |  |  |  |  |  |  |  |  |  |  |  |
| ME do 23 let       | —   | — | — | —  | — | 2. | 1.  |     |     |  |  |  |  |  |  |  |  |  |  |  |  |  |  |  |  |  |  |
| MS juniorů         | —   | — | — | 3. |   |    |     |     |     |  |  |  |  |  |  |  |  |  |  |  |  |  |  |  |  |  |  |
| ME juniorů         | —   | — | — | 3. |   |    |     |     |     |  |  |  |  |  |  |  |  |  |  |  |  |  |  |  |  |  |  |
| ME dorostenců      | úč. |   |   |    |   |    |     |     |     |  |  |  |  |  |  |  |  |  |  |  |  |  |  |  |  |  |  |